# Uttwil
Uttwil är en ort och kommun vid Bodensjön i distriktet Arbon i kantonen Thurgau, Schweiz. Kommunen har 1 911 invånare (2023).